# Buck Henry
Buck Henry (pseudonimul lui Henry Zuckerman; n. 9 decembrie 1930, New York City, New York, SUA – d. 8 ianuarie 2020, Beverly Grove⁠(d), California, SUA) a fost un actor, scenarist și regizor de film american.

## Activitatea de scenarist

### Filme
- The Troublemaker (1964) (cu Theodore J. Flicker)
- The Graduate (1967) (cu  Calder Willingham)
- Candy (1968)
- Catch-22 (1970)
- The Owl and the Pussycat (1970)
- Is There Sex After Death? (1971) (Nem.)
- What's Up, Doc? (1972) (cu Peter Bogdanovich, Robert Benton și David Newman)
- The Day of the Dolphin (1973)
- Heaven Can Wait (1978)
- The Nude Bomb (1980) (personaje cu Mel Brooks)
- First Family (1980)
- Protocol (1984)
- To Die For (1995)
- Town and Country (2001)
- The Humbling (2014)

### Televiziune
- That Was the Week That Was (1964) (3 episoade)
- Captain Nice (1967) (2 episoade)
- Get Smart (1965–1970) (co-creator)
- Quark (1978) (7 episoade)
- The New Show (1984) (TV) (5 episoade)
- Alfred Hitchcock Presents (1985) (1 episod "Wake Me When I'm Dead")
- Trying Times (1989) (TV) (regizor)
- Tales From the Crypt, Sezonul 4, Ep. 5 „Beauty Res”t (1992) (actor)
- Great Railway Journeys (1996) (1 episod)
- Dilbert (TV series) (2000) (1 episod)

## Activitatea de regizor
- I Miss Sonia Henie (1971) (Short film)
- Heaven Can Wait (1978) (cu Warren Beatty)
- First Family (1980)
- Trying Times (1989) (TV) (regizor)

## Legături externe
- Buck Henry la Internet Movie Database